# Colombey-les-Deux-Églises
Colombey-les-Deux-Églises is een plaats en voormalige gemeente in het Franse departement Haute-Marne (regio Grand Est), vooral bekend als de woonplaats en laatste rustplaats van generaal Charles de Gaulle. De gemeente telt 650 inwoners (1999) en maakt deel uit van het arrondissement Chaumont.

## Geschiedenis
Op 1 januari 1973 werden 7 buurgemeenten opgeheven en als commune associée opgenomen in de gemeente Colombey-les-Deux-Églises. Deze gemeente maakte deel uit van het kanton Juzennecourt tot dit op 22 maart 2015 werd opgeheven en Colombey-les-Deux-Églises (mét streepjes) werd opgenomen in het kanton Châteauvillain. Op 1 januari 2017 fuseerde de gemeente met Lamothe-en-Blaisy tot de commune nouvelle Colombey les Deux Églises (zonder streepjes). Hierbij werd naast Colombey-les-Deux-Églises en Lamothe-en-Blais ook de status van 7 communes associées commune déléguée van de nieuwe gemeente.

## Geografie
De oppervlakte van Colombey-les-Deux-Églises bedraagt 73,3 km², de bevolkingsdichtheid is 8,9 inwoners per km².
De onderstaande kaart toont de ligging van Colombey-les-Deux-Églises met de belangrijkste infrastructuur en aangrenzende gemeenten.

## Demografie
Onderstaande figuur toont het verloop van het inwonertal (bron: INSEE-tellingen).

## Sport
Colombey-les-Deux-Églises was één keer etappeplaats in de wielerkoers Ronde van Frankrijk. In 2024 won de Eritreeër Biniam Girmay er de achtste etappe.

## Charles de Gaulle
De Gaulle had al voor de Tweede Wereldoorlog een landhuis gekocht even buiten de dorpskern van Colombey. Hij noemde het la Boisserie. Nadat hij 1946 was afgetreden als voorzitter van de voorlopige regering, ging hij er wonen. Ook toen hij in 1959 president werd, bleef la Boisserie zijn officiële woonplaats, waar hij elk weekend doorbracht. Met de opvallende uitzondering van de West-Duitse bondskanselier Konrad Adenauer, ontving hij er nooit buitenlandse gasten.
Na zijn aftreden in 1969 trok De Gaulle zich meteen terug in zijn landhuis. Hij verliet Colombey alleen nog voor enkele excursies en voor een paar reizen in het buitenland. Hij overleed onverwachts thuis op 9 november 1970 en werd op het plaatselijk kerkhof begraven. De grafsteen van De Gaulle en zijn echtgenote, vlak naast de kerk, is zeer eenvoudig en bevindt zich naast het graf van hun eerder overleden gehandicapte dochter.
La Boisserie, dat nog steeds eigendom is van De Gaulles familie, is nu een museum. Vanachter zijn werktafel kan men door een raam uitkijken op de heuvels, precies in de richting van Parijs. De begraafplaats is inmiddels voor veel Fransen een soort bedevaartsoord geworden, waarvan veel eretekenen getuigen. Op een nabijgelegen heuvel werd een reusachtig, 44 meter hoog Kruis van Lotharingen opgericht ter ere van generaal De Gaulle.

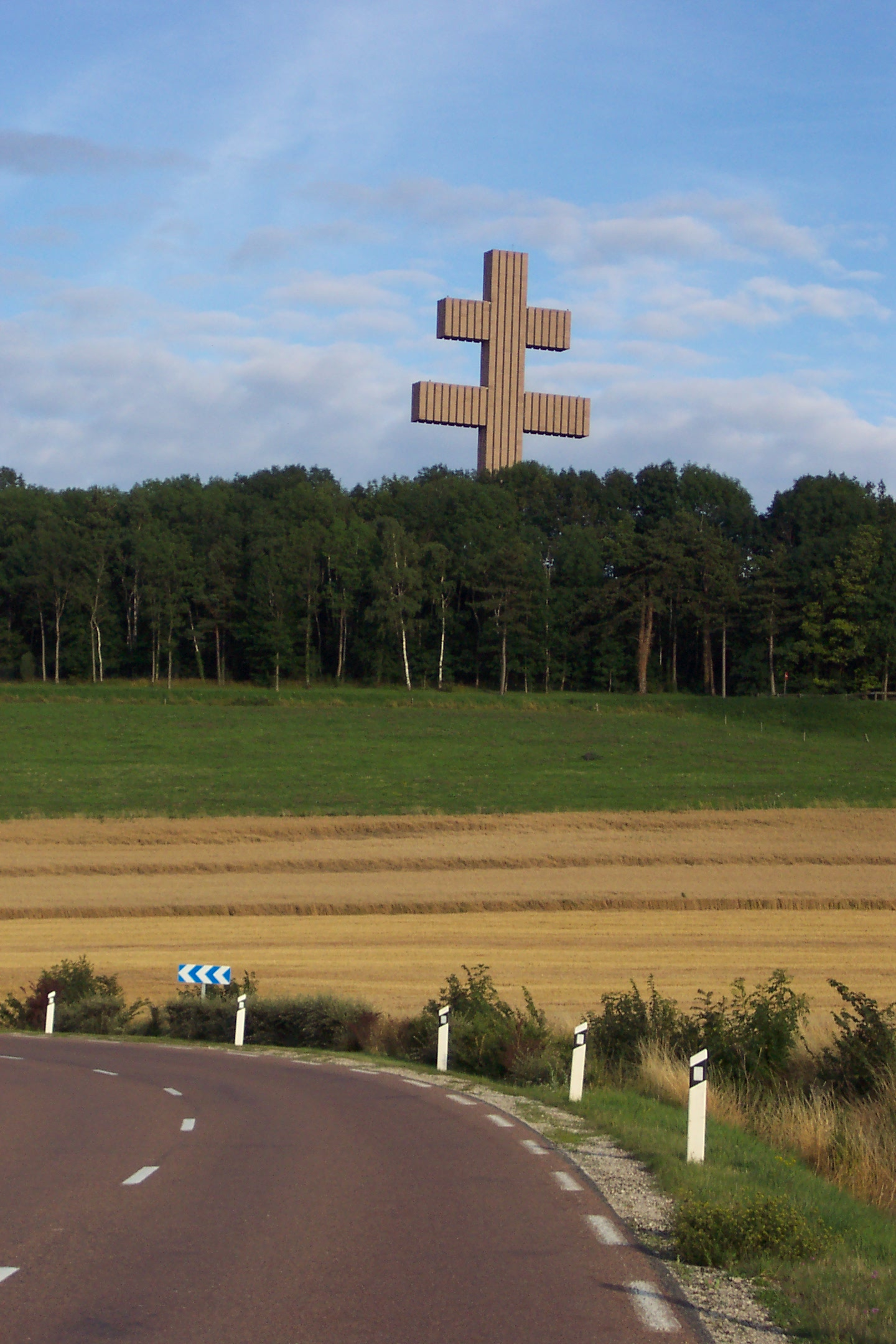
Lotharings kruis ter herdenking van generaal De Gaulle
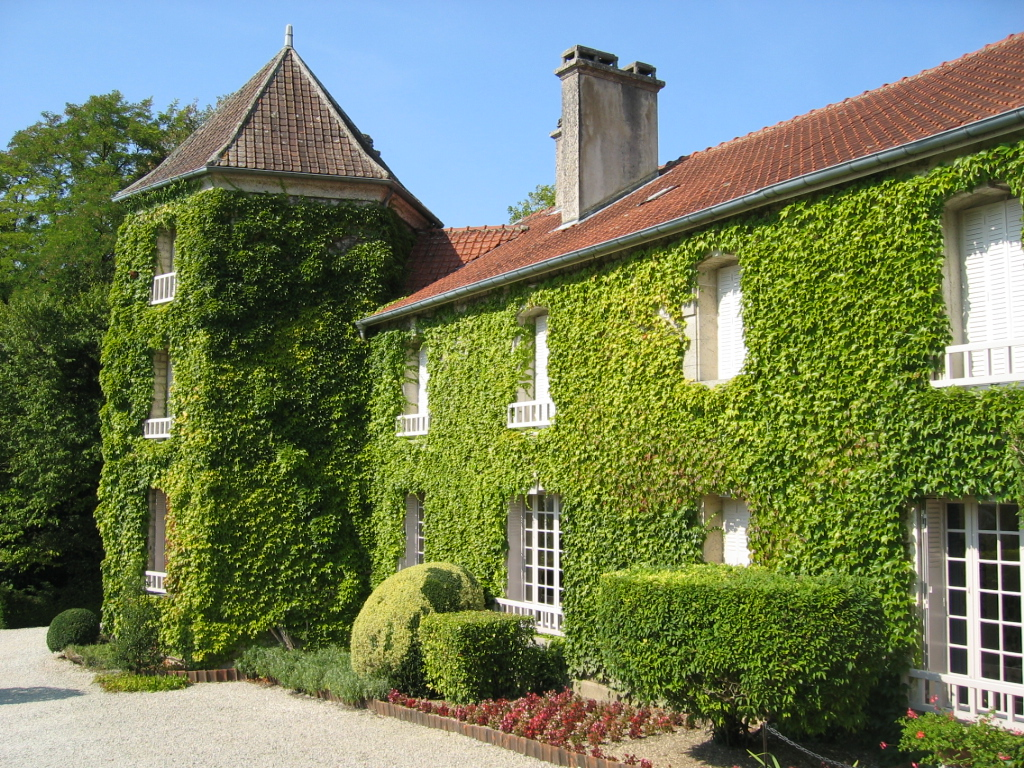
La Boisserie: voormalig woonhuis van de Gaulle, thans museum
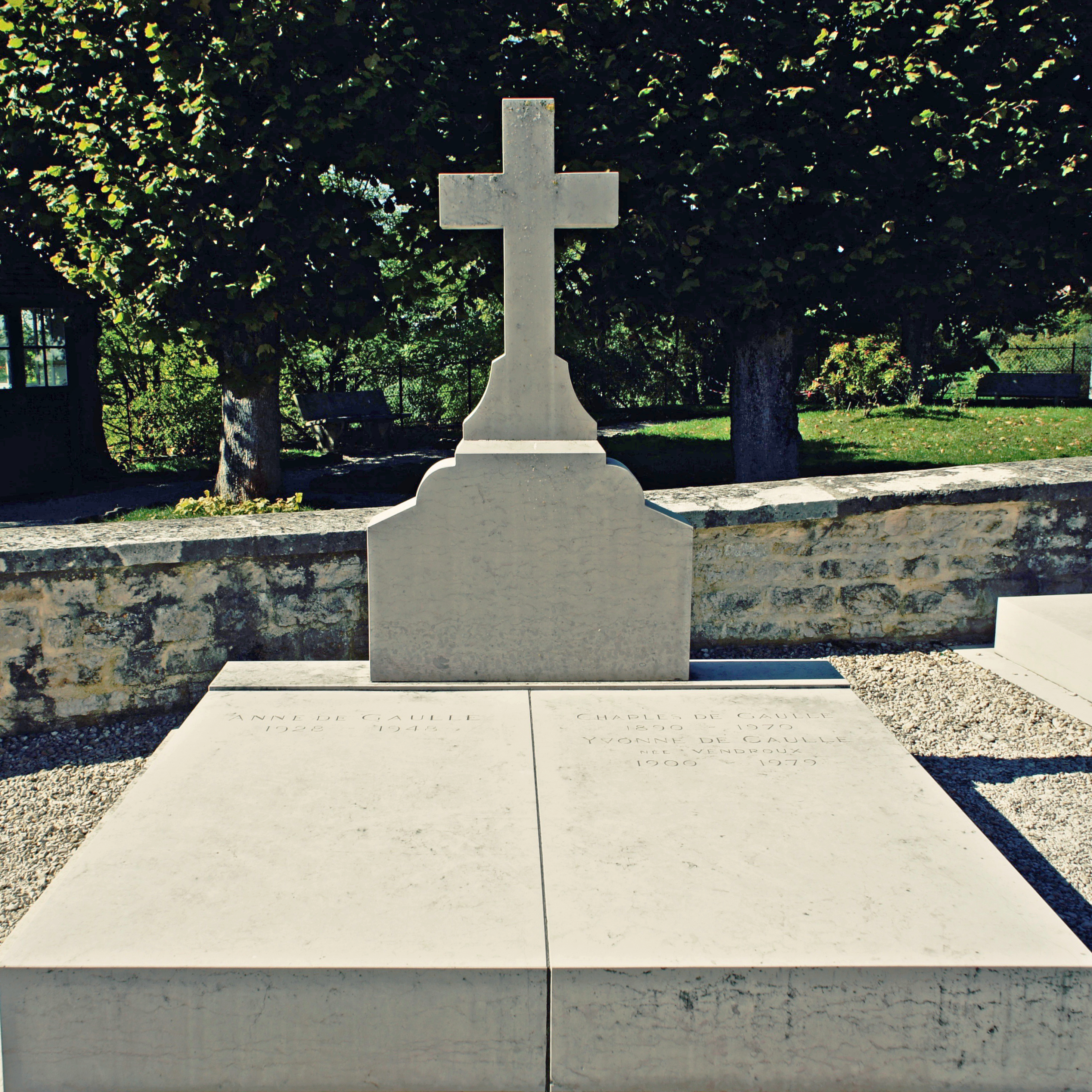
Graf van  de Gaulle op het kerkhof van Colombey-les-Deux-Églises